# デーヴダース (1936年の映画)
『デーヴダース』（Devdas）は、1936年のインドのヒンディー語ロマンティック・ドラマ映画。ショロトチョンドロ・チョットパッダエの同名小説の映画化作品であり、主要キャストとしてP・C・ボルアが監督を務め、K・L・サイガル、ジャムナー・ボルア、ラージクマーリーが出演している。

## ストーリー

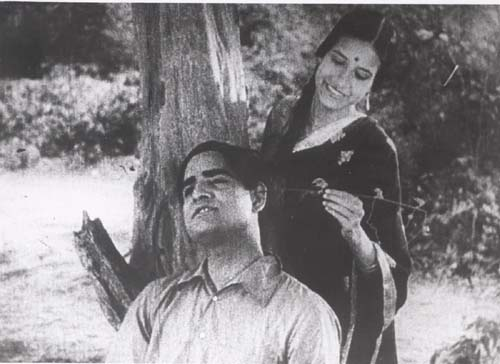
デーヴダースとパーロー

地主の息子デーヴダースは貧家の娘パーローと幼馴染みであり、相思相愛の関係だった。やがて、デーヴダースはカルカッタの大学に進学し、その間にパーローの父は彼女を年上の男と結婚させてしまう。パーローはデーヴダースを愛していたものの、当時の慣習に従い父の決めた男との結婚を承諾する。彼女の結婚を知ったデーヴダースはショックを受けて酒浸りになり、そんな彼に恋をした娼婦チャンドラムキーは彼を支えるために、娼婦の職を手放してしまう。デーヴダースの現状を知ったパーローは彼のもとを訪れて酒浸りの生活を止めさせようとするが、デーヴダースは「自分が最期を迎える時には必ず会いに行く」と約束を交わして彼女を送り返す。やがて死期を悟ったデーヴダースは、パーローとの約束を果たすために彼女の住む屋敷に向かうが、力尽きて門前で息絶えてしまう。先妻の息子モーハンからデーヴダースの死を聞いたパーローは動揺し、彼のもとに向かおうとするが、夫が門を閉じるように命じたため、デーヴダースとの再会は果たせなかった。その後、デーヴダースの遺体は村の人々によって墓地に運ばれ、荼毘に付された。

## キャスト
| 男優 - デーヴダース - K・L・サイガル - チュンニラール - A・H・ショール - 友人 - パハーリー・サンヤール - バイラギ（盲目の歌手） - K・C・デー - ラージュ（モーハン） - P・C・ボルア - ナーラーヤン - ヴィシュワナート - ラーイ・サーヘブ - ユースフ・アッティア - ラームダース - カイラシュ - ダルマダース - ネモ - ジャガンナート - キダール・シャルマー - 運転手 - カプール | 女優 - パールヴァティー（パーロー） - ジャムナー・ボルア - パールヴァティー - スルターナー - チャンドラムキー - ラージクマーリー - ピヤーリー - キトラバーラー - マノーラマー - シーターラー・デーヴィ - パドマー - ラームクマーリー - パルバティの母 - ヘムナリニ - ヤソーダー - サハーナー - 使用人 - ローシャナラ |